# Microlaimus texianus
Microlaimus texianus är en rundmaskart som beskrevs av Benjamin G. Chitwood 1951. Microlaimus texianus ingår i släktet Microlaimus och familjen Microlaimidae. Inga underarter finns listade i Catalogue of Life.